# Radio Andrés Bello
Radio Andrés Bello fue una estación radial chilena, fundada el 7 de noviembre de 1959 y que transmitía por el 98.5 MHz en la banda de frecuencia modulada. Inicialmente transmitía por la banda de amplitud modulada, en el dial CB-64.

## Inicios
Inició sus transmisiones el 7 de noviembre de 1959, destacándose desde sus inicios por la difusión de música clásica, con la canción «Swan Lake» de Chaikovski siendo la primera emisora FM de Santiago de Chile en mantener esa línea programática. 
Sus fundadores fueron Jimmy Brown (James Morris Vela), su esposa Ludmila Ibatulin Naletova y el doctor Iván Franjic Kresie. Brown era el locutor central de la emisora, además de su director. Su buen sentido de humor y la cordialidad de sus expresiones parecían cobijarse en su voz profunda y grave. Fue su voz característica la que marcó la línea de la locución en los inicios de la radioemisoras en FM en Chile, lo que se denominó popularmente voz FM.
Ludmila Ibatulin (esposa de Brown) se encargaba de la programación de la radio, demostrando su vasto conocimiento en música docta, labor que además permitió difundir no solo la obra de compositores más reconocidos como Beethoven o Mozart. Además, esta labor de difusión se extendió a todos los géneros clásicos, incluyendo la ópera. También fue ella quien propuso asignar un espacio a la música folklórica chilena y a transmitir una ópera completa cada día.
Durante 32 años (desde 1964 hasta 1996), tuvo una filial en la ciudad de Viña del Mar, Radio Intermezzo, ubicada en el 96.7 MHz.

## Antecedentes
Jimmy Brown nació en Viña del Mar y sus primeros pasos como locutor radial, los realizó en Radio Los Castaños de Valparaíso y Radio Metro de Viña del Mar. Posteriormente se trasladó a Santiago, en 1948, para incorporarse al equipo de CB-89 Radio Bulnes (En el centro del dial) en que trabajaban, entre otros, Hugo Miller, Hugel Hernández y los jóvenes hermanos Iván y Sergio Silva. En esta radio en 1949, ya se emitía el programa humorístico Alegre Despertar, junto a Hugo Pérez, en su horario de 07:00 a 08:00.
Posteriormente Jimmy Brown se incorporó al equipo de Radio La Reina (CB-62, que inició transmisiones en octubre de 1949), para después de unos años fundar su "ópera prima", la radio Andrés Bello, con el fin de relacionar este nombre con el de la cultura que pretendía difundir a través de la radioemisora.

## Cambios en el dial

### En AM
En 1959 Radio Andrés Bello comienza sus transmisiones en el dial de Amplitud Modulada, en el CB-64, de propiedad de René Mujica, donde años antes operaba Radio Aconcagua. El 9 de octubre de 1959 se publica en el Diario Oficial el decreto (Nº 4.940) que autoriza a Mujica "para aportar en uso y goce" la concesión a la Sociedad (en formación) Morris, Ibatulin y Cía. Ltda. 
Por ley, en 1962 deben reorganizarse las frecuencias en AM. Quedando la posibilidad de quedar sin frecuencia, el entonces presidente Jorge Alessandri sugirió a la autoridad respectiva entregarle una nueva frecuencia, quedando en CB-125, hasta 1973.
Después del 11 de septiembre de 1973, Radio Andrés Bello ocupa la frecuencia CB-130 (ocupada anteriormente por Radio Luis Emilio Recabarren, intervenida tras el Golpe Militar), la que mantuvo hasta la venta de esta en 1986 (ocupada a partir de ese año por Radio Antena Uno de Ricardo Bezanilla Renovales).

### En FM
En 1960, don James Morris Vela (Jimmy Brown), como director de la radio, solicitó a la Dirección de Servicios Eléctricos y de Gas una concesión para enlazar los estudios de la radio en calle MacIver de Santiago Centro con la planta transmisora ubicada en Santa Nicolasa, Apoquindo, Las Condes. Esta solicitud fue cursada puesto que la Compañía de Teléfonos de Chile tenía inconvenientes técnicos para unir ambos puntos. Fue publicada en el Diario Oficial del 1 de agosto de 1960.
El 12 de diciembre de 1963 se promulga el decreto (Nº 2.278) que otorga la concesión de operar en la banda de frecuencia modulada, en el 98.3 FM. Fue publicado en el Diario Oficial el 26 de febrero de 1964.
El 7 de febrero de 1979 la Subsecretaría de Telecomunicaciones decreta la modificación a la concesión de Radio Andrés Bello, que cambia su planta transmisora a calle Valenzuela Puelma, en la comuna de La Reina, y sus estudios a calle Miraflores 276, Santiago Centro. En dicha modificación se le asigna la frecuencia 98.5, la que mantiene hasta el momento de su cierre definitivo en mayo de 1999.

## Programación
Reconocido fue su espacio matinal Alegre Despertar, que se emitía de lunes a viernes desde las 7:30 a las 8:00 horas, donde don Jimmy Brown iniciaba con su clásico saludo ¿cómo están chiquillos míos?... y en que relataba tanto anécdotas personales, como reseñas de actualidad o datos históricos diversos, además de promover sutilmente a sus auspiciadores. Luego de este, se transmitía el espacio El Primer Concierto de la Mañana, el que daba paso a continuación, a segmentos de música orquestada ligera. Al mediodía se presentaba un espacio de música folclórica chilena.
De lunes a sábado, puntualmente a partir de las 14:30 horas, transmitía una ópera completa, sin interrupciones.
Durante un período a fines de la década de 1960, se incorporaron tres informativos a las 08:00, 13:50 y 22:00.
Durante la programación del día se escuchaba una especie de señal sonora o pito que para algunos era algo molesto. Sin embargo, para los auditores más acostumbrados esa marca horaria era otro de los sellos característicos de la radio.
Al inicio y final de cada obra musical se presentaba su título, compositor e intérprete en la voz de Jimmy Brown, apoyado por su esposa Ludmila Ibatulin en la pronunciación correcta, dado que ella tenía vasto conocimiento en idiomas. Además en este aspecto, cabe destacar que Brown era ciego, por lo que cuando grababa un aviso o los títulos de las obras, debía memorizarlos completamente, pues nunca quería usar audífonos para que se le indicara la información.
Otra de las características de Radio Andrés Bello fue la forma en que se realizaba la publicidad de los auspiciadores. No se utilizaban comerciales grabados ni jingles. Los avisos eran grabados solo con la voz del locutor comercial. Esta característica en la publicidad se volvió contraproducente en los últimos años de existencia de la radio, ya que esta forma no era muy atractiva para los auspiciadores. Fue por ello, por las nuevas características de la radiodifusión en FM en Chile (menos seria, cultural y docta y más popular y comercial), por las dificultades económicas que implicaba mantener una radioemisora FM de línea docta en un mercado musical donde prima lo comercial por sobre lo cultural, es que Jimmy Brown no pudo menospreciar una gran oferta de un consorcio radial, vendiéndola durante el primer semestre de 1999 a Ibero American Radio Chile. 

## Cierre
El cierre de Radio Andrés Bello en mayo de 1999 generó una fuerte controversia en Chile que se mantiene hasta la actualidad, confrontando a la música (como expresión cultural) con el comercio musical.
A pesar de los esfuerzos de amigos y cercanos a la emisora por mantenerla al aire y de incluso, intentar crear una fundación cultural que la tomara a su cargo, finalmente, después de casi 40 años al aire, Radio Andrés Bello cierra definitivamente sus transmisiones el 24 de mayo de 1999 y transformándose en FM Dos.
Don Jimmy Brown falleció a los 92 años y a seis años del cierre de la emisora, el 5 de febrero de 2005, cerrando así la posibilidad de retorno de la radio.

## Catálogo discográfico
Con el mismo rigor y profesionalismo con que se dirigió y controló la emisora, se seleccionaba y adquiría el material sonoro que se presentaba en ella, recurriéndose incluso en sus últimos años, a los mercados de Inglaterra, Alemania y Japón. 
Desde su primera emisión, Radio Andrés Bello se convirtió en una importante fuente de difusión de autores que hasta entonces no eran difundidos radialmente en Chile, como Von Weber, Boildieu, Stamitz, Spohr, Cherubini, Boccherini, Telemann y Albinoni, además de obras desconocidas de autores conocidos como Las Ruinas de Atenas y la Fantasía Coral, de Beethoven; conciertos, cuartetos, sinfonías, tríos de Mozart, Haydn, Gounod, Bizet y Donizetti. Mención aparte merece la difusión que en esta radio tuvieron las sinfonías de Shostakovich, Bruckner y Mahler, además de todas las obras vocales y corales de este último autor.
Se tiene conocimiento de que al cierre de Radio Andrés Bello, esta amplia discoteca fue donada a una emisora de Isla de Pascua.

## Locutores destacados
Hernán Belmar fue otro locutor destacado de Radio Andrés Bello, a la que perteneció entre 1959 y 1962. También pasaron por la radio otras voces destacadas de la locución chilena, como Sergio Silva, Juan Carlos Gil, Javier Miranda, Oscar Fock y Guillermo Parada.

## Controladores y Técnicos
- Angelina Gornal (a cargo de la planta transmisora)[3]
- Ludmila Ibatulin Natelova
- Carlos Cabrera
- Jorge Zapata
- Ernesto Yáñez
- Esteban Mancisidor

## Frases célebres
- Cuñas radiales:

"La cultura de un pueblo se mide por el conocimiento que éste tenga en todas las bellas artes: pintura, escultura, literatura y música selecta. Radio Andrés Bello".
Cuña escuchada al finalizar el bloque de música folklórica.

Existió una segunda versión inserta en otra cuña, generalmente en la voz de Juan Carlos Gil: 

"Finaliza este programa... muchas gracias. Radio Andrés Bello en Santiago, e Intermezzo en Viña del Mar. La cultura de un pueblo se mide por el conocimiento que éste tenga en todas las bellas artes. Radio Andrés Bello... continúa la buena música".

"En un mundo que nos depara tantas tensiones, Radio Andrés Bello... calma."
Cuña de Jimmy Brown.

"Nada constituye un sacrificio si es para ofrecerle calidad al auditor".
Entrevista a Jimmy Brown en Revista Ercilla, agosto de 1960.

"Elvis Presley, Pat Boone y sus demás satélites son todos iguales y parejamente desagradables. La selección de nuestra música se ciñe a la siguiente fórmula: no reventar los tímpanos de los auditores, que sea agradable para así servir de fondo musical a una conversación, labor hogareña o lectura y que jamás sea interferida por fideos, zapatos y otras especies."

"Hay cosas que no se pueden modernizar. Un concierto no se puede interrumpir por un par de avisos."
Entrevista a Jimmy Brown en el diario El Mercurio de Santiago, enero de 2000.

## Antiguas frecuencias
- 98.5 MHz (Santiago); hoy FM Dos.